# 史密夫級驅逐艦
史密夫級驅逐艦（英語：Smith class destroyer）是美國第二批設計的驅逐艦，又稱「700噸驅逐艦」（700-tonners）及「老廉貨」（Flivvers，當時形容福特T型車的美國俚語）。在美國海外擴張及日俄戰爭的背景下，美國海軍於1904年設計新一代驅逐艦，專門用作遠洋航行及掩護戰列艦艦隊。1906年至1907年，美國國會批出經費建造5艘新式驅逐艦（舷號DD-17至21），即為史密夫級驅逐艦。由於海軍科技發展迅速，史密夫級的設計很快便因過時而被美軍放棄。美國海軍在1908年修改史密夫級的設計，轉為使用燃油引擎及改良蒸汽輪機，最終成為新一代的保爾丁級驅逐艦。這也使史密夫級成為美國最後一批以煤為燃料的驅逐艦。五艘史密夫級俱參與了第一次世界大戰，並在戰後出售拆解。

## 背景
史密夫級驅逐艦的設計，與1900年代美國的海外擴張政策有密切關係。老羅斯福在1901年繼任美國總統後，專注擴建美國海軍，以增強美國在加勒比海及太平洋地區的影響力。在1900年代初，美國已經建造了16艘班布里奇級及特魯斯頓級驅逐艦。為滿足美國海外部署需要，喬治·杜威海軍上將主持的海軍事務委員會（General Board），在1901年指令海軍建造及維修署（Bureau of Construction and Repair）設計新式驅逐艦，並向國會爭取撥款。
不過，美國海軍在1901年至1904年間，一直未能在驅逐艦設計上取得共識，而國會也沒有批出經費建造新艦。事務委員會起初傾向建造改良的特魯斯頓級驅逐艦，但建造及維修署卻認為這批「420噸」驅逐艦的排水量明顯不足，而且裝備也開始過時，故此必須大幅修改設計。與此同時，日俄戰爭在1904年2月爆發，期間大日本帝國海軍多次使用魚雷艇攻擊俄羅斯帝國海軍，並屢次擊傷或擊沉俄軍的裝甲艦。這促使美國海軍認為一支艦隊的戰列艦必須有同等數量的驅逐艦護航，方可有效應付魚雷艇的攻擊。到1905年1月，美國海軍更將驅逐艦列為僅次於戰列艦的重要艦種。
有見驅逐艦的重要性與日俱增，老羅斯福在1904年10月下令喬治·康福斯海軍少將率領一個委員會，釐清美國海軍驅逐艦的戰略及戰術用途，以及所需配置與裝備。由於建造驅逐艦一事受到各方重視，康福斯委員會在10月19日召開首次會議後，旋即於1905年1月7日向美國海軍部長提交報告。報告要求新式驅逐艦必須肩負傳統魚雷艇及現代護航軍艦的雙重角色。新設計的驅逐艦也必須耐海性強，能夠在滿載及各種天候及海象環境之下持續高速巡航。
1906年6月，美國國會批出經費建造DD-17、DD-18及DD-19三艘驅逐艦。這是美國繼1898年後再次建造驅逐艦，並一直持續至第一次世界大戰。然而，當時海軍內部仍就康福斯報告爭論不休，故此建造合約遲遲未有招標。要到同年10月，海軍事務委員會才採納康福斯報告的建議，而史密夫級的建造方案更要到1907年3月8日才告落實。此前一日（3月7日），國會再批准海軍建造DD-20及DD-21兩艘驅逐艦。這五艘驅逐艦即為史密夫級驅逐艦。

## 設計及服役簡要
史密夫級的官方設計內容，大致為航速26節至28節（重載及標準排水量）、引擎10,000理論馬力或9,000軸馬力（活塞引擎或蒸汽輪機）、五門單裝3吋/50火炮（艦艏三門、中軸及艦艉各一門）、三座單裝魚雷發射管（煙囪與中軸3吋炮之間兩座，分別朝向左舷及右舷、艦艉甲板室與艦艉3吋炮之間一座，可向兩舷發射）、以及全新的V型艦艉設計。
海軍向造船廠招標之後，發現蒸汽輪機的造價遠比活塞引擎設計便宜，兼且適合高速巡航，便予以採用。在史密夫級試航期間，各艦的蒸汽輪機都有超乎預期的表現：史密夫號在716噸排水量下錄得引擎輸出9,946軸馬力（航速28.35節），而傅拉瑟號則在686噸排水量下錄得引擎輸出11,541軸馬力（航速30.41節）。不過，當時的蒸汽輪機仍然採用直接傳動系統（Direct-drive），在低速航行時的輸出功率較差，促使海軍日後開發低速巡航專用的活塞引擎。史密夫級的三個蒸汽輪機，本身亦分為一個主輪機及兩個輔助輪機，嘗試平衡高速及低速巡航的需要。要到第一次世界大戰時期齒輪傳動系統（Gear-drive）及各種科技改良出現後，低速巡航的困難才獲得解決。
此外，海軍容許造船廠在建造鍋爐時自行決定位置，令到各艘史密夫級的四支煙囪排列亦有所不同。費城克雷普父子造船廠（William Cramp & Sons Ship & Engine Building Co.）建造的史密夫號 (DD-17)及林森號 (DD-18)，其中央的兩道煙囪緊靠排列；紐約造船廠（New York Shipbuilding Corporation）建造的普雷斯頓號 (DD-19)，將兩艦的四支煙囪平均分佈排列；至於巴斯鋼鐵廠建造的傅拉瑟號 (DD-20)及里德號 (DD-21)，則把四支煙囪分成兩組，再前後區隔排列。
五艘史密夫級分別在1909年至1910年間服役。不過，當時海軍的技術發展迅速，特別是燃油引擎及改良蒸汽輪機兩項，令到史密夫級的設計迅即過時。1908年5月4日，美國國會授權海軍建造DD-22至DD-31驅逐艦，海軍隨即將新科技套用到原有的史密夫級設計，再加以修改，成為後來的保爾丁級驅逐艦。這使史密夫級成為海軍最後一批採用煤炭為燃料的驅逐艦。五艘史密夫級後來在1916年前，亦先後將武器系統更新至保爾丁級水準，特別是將3座單裝魚雷發射管提升為雙聯裝，以改善戰力。五艦也在1910年至1911年間把煙囪增建，使之外觀上與保爾丁級相若。

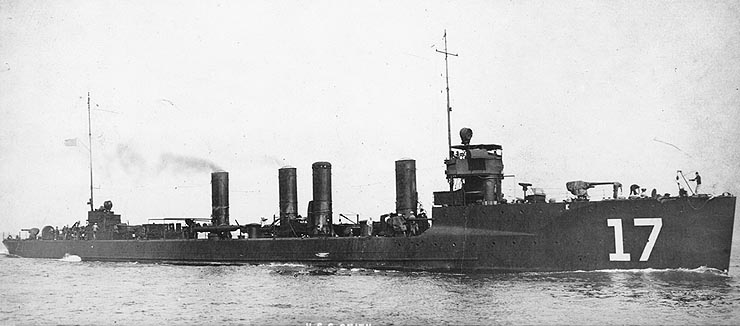
史密夫號由克雷普父子造船廠建造，可見艦體中央的兩支煙囪緊靠排列。相片亦可見史密夫號的3吋火炮分佈，包括艦艏甲板一門、艦艏指向右舷一門（位於第一支煙囪旁邊，左舷亦有一門）、艦艉甲板室前方一門（較模糊）、以及艦艉一門。
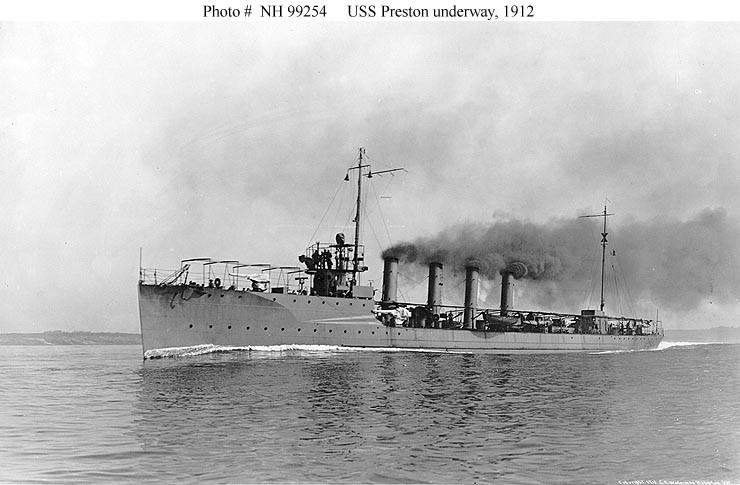
普雷斯頓號是由紐約造船廠建造，可見四支煙囪平均分佈排列。相片拍攝於1912年，當時艦上的煙囪此時已經增建拉長。艦上的3吋火砲在拍攝時塗上了白色油漆，相對之下較為顯眼。
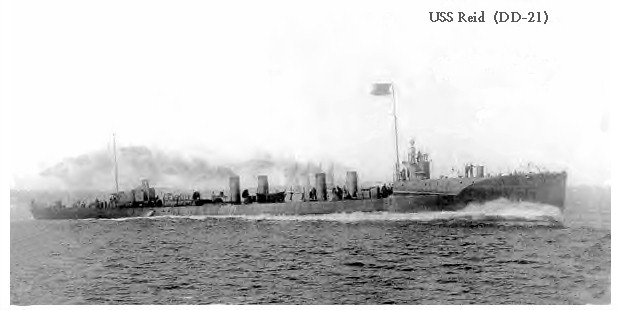
里德號由巴斯鋼鐵廠建造，其煙囪分成兩組前後區隔排列。相片雖然沒有明確拍攝日期，但里德號此時的煙囪仍未增建，應攝於1911年及1910年之前。

五艘史密夫級服役之後，一直在大西洋及加勒比海執勤，其中林森號曾經在1916年協助美國海軍陸戰隊入侵多明尼加，並在墨西哥革命爆發後到當地戒備。美國參與第一次世界大戰後，五艘史密夫級都被派往大西洋護航商船，未有損失。戰後史密夫級因性能過時，被海軍在1919年至1921年間全數出售拆解。